# بوكيمون رامبل
بوكيمون رامبل (بالإنجليزية: Pokémon Rumble)‏، وتسمى في النسخة اليابانية ميلي! بوكيمون سكرامبل (باليابانية: 乱戦！ポケモンスクランブル) (نطق ياباني:Ransen! Pokemon Sukuranburu)، تم تطويرها من قبل ستوديو أمباريلا، ومن نشر ذا بوكيمون كومباني سنة 2009، حيث تعمل على منصة وي، والتي كانت موجودة في متجرها الإلكتروني وي واير.

## المواقع الخارجية
- الموقع الرسمي بالانكليزية
- الموقع الرسمي باليابانية